# Embuscade d'Akachat
Guerre d'Irak
L’embuscade d'Akachat est un assaut mené par État islamique en Irak et le Front al-Nosra contre un convoi de l'armée syrienne défendu par des soldats irakiens le 4 mars 2013 près d'Akachat dans la province d'Al-Anbar en Irak près de la frontière syrienne. L'attaque a été revendiquée par l'État islamique d'Irak le 11 mars.

## L'assaut
Le 4 mars 2013, un convoi transportant des soldats syriens blessés alors qu'ils combattaient contre les rebelles près de la frontière irakienne est attaqué par un groupe de combattants armés à l'aide de bombes artisanales, d'armes automatiques et de RPG-7. 
Seuls un officier et trois autres soldats survivent à l'attaque. Ceux-ci affirment que des combattants ont jailli de derrière des collines le long de la route et ont attaqué les camions transportant les soldats syriens. Un total de 51 soldats syriens ont été tués tandis que dix autres ont été blessés. 9 soldats irakiens ont également été tués dans l'attaque.
Le gouvernement irakien attribue initialement la responsabilité de l'attaque à l'Armée irakienne libre (AIL), groupe armé fondé en 2012 majoritairement sunnite et ayant des liens avec l'Armée syrienne libre (ASL). L'incident fait par ailleurs craindre que la guerre civile syrienne pourrait s'étendre à l'Irak.
Le 11 mars, l'État islamique d'Irak revendique l'attaque, qui dénonce par ailleurs « une coopération solide » entre les gouvernements syrien et irakien.